# Hernando Suárez Burgos
Hernando Suárez Burgos (* 20. Jahrhundert in Puerres) ist ein kolumbianischer Unternehmer und ehemaliger Kongressabgeordneter.

## Unternehmer
Suárez Burgos besitzt das Medienunternehmen Grupo Editorial El Periódico: die Tageszeitung Diario del Sur, die Tageszeitung Diario del Cauca und den Radiosender HSB Radio 92.0 AM; seine Privatuniversität Politécnico Santafé de Bogotá strahlt den Kabelfernsehkanal HSB Televisión aus. Suárez Burgos besitzt zudem die Bekleidungshauskette LUBER, die Haushaltgerätefirma Sysco und den Getränkehersteller La Cigarra.
Suárez Burgos wird für die Arbeitsbedingungen in seinen Unternehmen kritisiert: „Seine Medien produzieren Nachrichten wie McDonald’s seine Hamburger“ (sus medios producen noticias al igual que McDonald’s hace sus hamburguesas).
Journalisten und Sozialwissenschaftler werfen Suárez Burgos unethisches Verhalten (Medienmanipulation und anderes) vor.
Jorge Mora Caldas lobt Suárez Burgos als „angesehenen Bürger“ (distinguido ciudadano) und als „authentischen Verteidiger der Interessen der Stadt Pasto und des Departements Nariño“ (auténticos defensores de los intereses de la ciudad de Pasto y del departamento).

## Drogenhändler
Der Journalist Fabio Castillo erwähnt Suárez Burgos in seinem Buch Los Jinetes de la Cocaína als Vertrauensmann von Carlos Lehder in Pasto. Suárez Burgos soll Kokain in Haushaltsgeräten verpackt zu Lagerhäusern an die ecuadorianische Grenze transportiert haben: „Die Geräte wurden zur Reparatur von Medellín nach Pasto geflogen und lösten nach ihrer Rückkehr in die Hauptstadt Antioquias die wirtschaftlichen Probleme des Medellín-Kartells.“ Er habe Lehder und mehrere der Gebrüder Ochoa nach der Ermordung von Rodrigo Lara in seiner Residenz in Chachagüí in der Nähe des Flughafens untergebracht.